# Apostelamt Juda

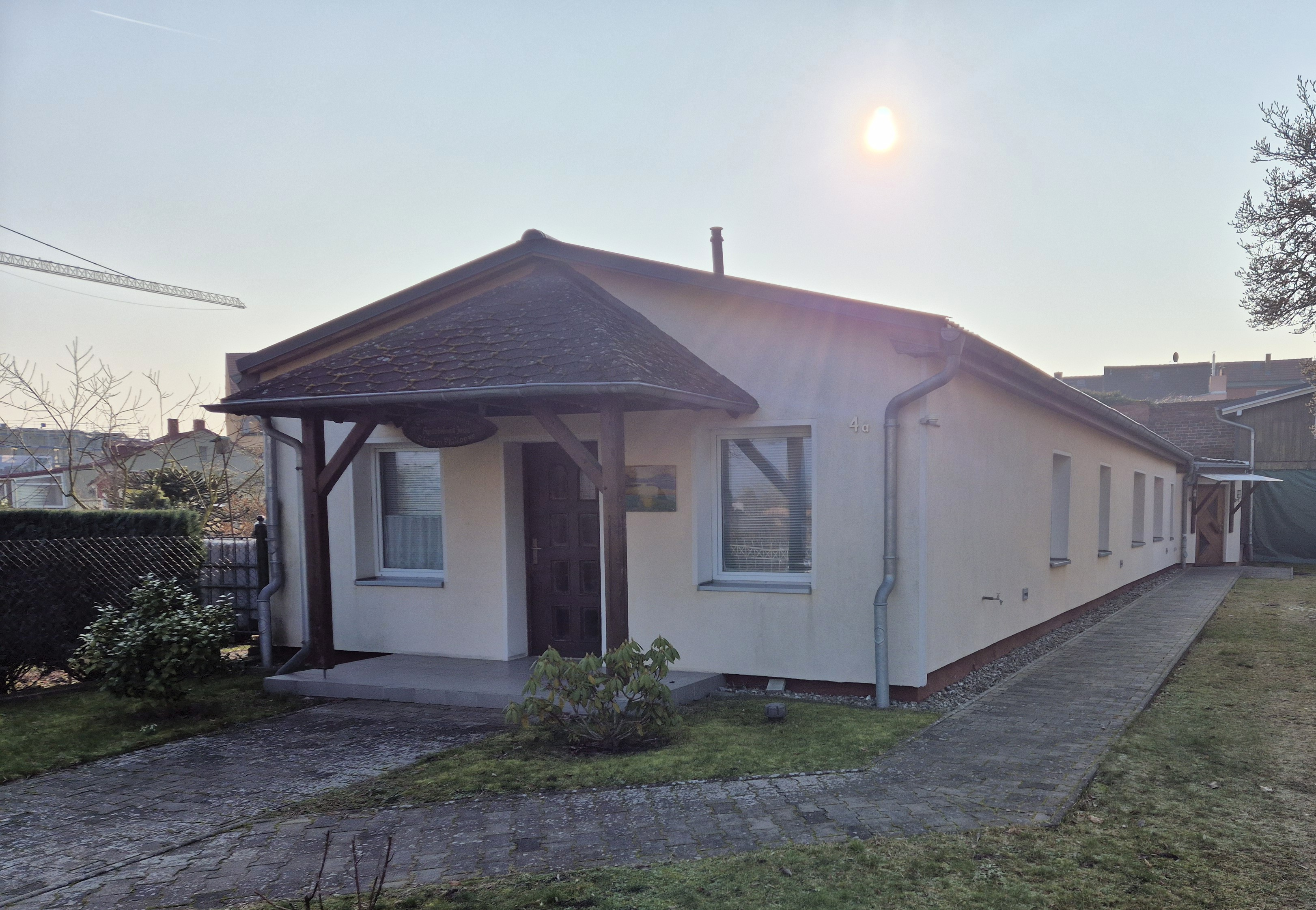
Gemeindezentrum Stamm Philippus in Neuruppin (2025)

Das Apostelamt Juda (AJ), auch Gemeinschaft des göttlichen Sozialismus – Apostelamt Juda genannt, ist eine christliche Religionsgemeinschaft, die zur Konfessionsgruppe der apostolischen Gemeinschaften gehört. Sie entstand in Deutschland durch den Ausschluss des Bezirksältesten Julius Fischer von der Neuapostolischen Kirche im Jahr 1902. Grund waren Lehrunterschiede von der Wiederkunft Christi.

## Entstehung und Geschichte
Julius Fischer (1867–1923), ursprünglich von Beruf Binnenschiffer, war 1896 Mitglied der Neuapostolischen Kirche geworden (im Stamm Efraïm unter Stammapostel Krebs). Durch seine Arbeit konnte er in und rund um seinen Wohnort Zehdenick schnell mehrere Gemeinden gründen und wurde zum Bezirksältesten gesetzt. Er kam 1901 in Konflikt mit der Berliner Kirchenleitung, als er seine grundlegend verschiedenen Ansichten von der Wiederkunft Christi vertrat, die nach seiner Auffassung im Fleisch der Apostel schon stattgefunden habe. Anfang 1902 wurde Fischer durch Krebs exkommuniziert, aber eine ansehnliche Anzahl der ihm anvertrauten Gemeindeglieder blieb ihm treu. Er hielt weiter Zusammenkünfte und im Abendgottesdienst vom 2. Mai 1902 sprach der „Prophet“ Schröder eine an Fischer gerichtete Weissagung aus: „Und du bist der junge Löwe aus Juda, der die 7 Siegel brechen soll.“ (Offb 5,5 ) Fischer sah dies als seine Berufung zum Apostel in Juda an. Die durch Fischer gegründete Gemeinschaft erhielt im Folgenden den gleichlautenden Namen Apostelamt Juda. Mehrere Anhänger sollen nach diesem Dienst berichtet haben, sie hätten den auferstandenen Christus persönlich als Lichtgestalt gesehen, der Fischer, hinter ihm stehend, gesegnet und den Heiligen Geist gespendet habe.
Den 2. Mai 1902 betrachtete die neue Gemeinde hinfort als Tag ihrer Entstehung. Es gelang Fischer, seiner Gemeinschaft in Schlesien einen beträchtlichen Kreis Freunde zu werben, sodass er noch vor dem Ersten Weltkrieg das Apostelamt Juda in sechs Stämme gliedern konnte. An die Spitze eines jeden Stammes stellte er einen Stammapostel. Das Ende des Krieges brachte der Gemeinschaft eine neue Blütezeit. Fischer veröffentlichte sein Buch Wahrheitskunde und die Monatszeitschrift Wahrheitskunde – die Revolution auf dem seelischen Gebiet. Die Zahl der Stammapostel stieg auf die biblische Zahl von zwölf.
Bald kam es jedoch zu Konflikten, da mehrere dieser Apostel, die zahlenmäßig beachtlichen Stämmen vorstanden, Fischer als Apostel in Juda nicht als übergeordneten, sondern nur als gleichberechtigten Apostel anerkannten. 1921 trennte sich Gustav Rhode von Fischer, der sich mit seinen Anhängern Apostelamt Johannes nannte. 1922 folgte Bruno Zielonkowski mit dem Apostelamt Jesu Christi, das nicht mit der noch heute bestehenden Religionsgemeinschaft gleichen Namens identisch war.
Im selben Jahr erhob Fischer den Schiffer Adolf Tschach (1891–1981) zum Apostelbischof und designierte ihn später zu seinem Nachfolger, doch ein Teil der Amtsträger stimmte mit der Ernennung nicht überein. Nach Fischers Tod am 2. März 1923 trennten sich mehrere Apostel und Amtsträger von dem erst 31-jährigen Tschach. Weitaus die bedeutendste Gruppe bildete sich um den Apostel Simeon (Hermann Krüger), die seit 1947 den Namen Apostelamt Jesu Christi führt.
Die verbliebene Gemeinschaft unter Tschach nannte sich nun Gemeinschaft des göttlichen Sozialismus – Apostelamt Juda und wurde 1924 unter diesem Namen im Vereinsregister Berlin-Mitte eingetragen. Während des Dritten Reiches wurde im Februar 1936  mit dem Stamm Ruben ein Teil des Apostelamt Juda seitens der Gestapo verboten, und um weiteren Repressionsmaßnahmen zuvorzukommen, löste Tschach daraufhin die Religionsgemeinschaft formal auf, das Apostelamt Juda existierte in der Illegalität weiter.
Nach 1945 nahm das Apostelamt Juda seine Tätigkeit wieder auf, doch die Gemeinschaft stagnierte, was nicht zuletzt daran lag, dass die blühendsten Stämme, die sich in Schlesien befunden hatten, nicht mehr existierten. Nachfolger von Tschach waren Walter Burkert (1923–1987), Heinrich Matschenz (1930–2017) und danach bis heute Dieter Titze (* 1959) im Amt des Apostels Juda.
Im Jahr 1964 wurde die Größe auf etwa 3000 Glieder geschätzt, die sich besonders in Berlin und in der Mark Brandenburg befanden. Die Mitgliederzahl soll heute wesentlich unter 3000 Personen betragen.

## Ämter und Lehre
Im Apostelamt Juda ist, wie in mehreren anderen apostolischen Gemeinschaften, das vierfältige Amt von Apostel, Prophet, Evangelist und Hirte aktiv. Weiterhin kennt man die Ämter des Bischofs, Ältesten, Priesters, Diakons und Unterdiakons. Die Amtsträger arbeiten ehrenamtlich. Traditioneller Kernsatz der Lehre ist die Gegenwart Gottes im Fleisch des jeweiligen Apostel in Juda, weshalb auch die Bibel nur von untergeordnetem Wert ist.

## Bibliografie
- Heinrich Matschenz: Wiederkunft Christi am 2. Mai 1902 im Apostelamt Juda; (Hubert W. Holzinger Verlag)
- Heinrich Matschenz: Licht Gottes im Apostelamt Juda; (Hubert W. Holzinger Verlag)
- Heinrich Matschenz: 100 Jahre Apostelamt Juda; (Hubert W. Holzinger Verlag)
- Helmut Obst: Apostel und Propheten der Neuzeit. Vandenhoeck & Ruprecht, Göttingen. ISBN 3-525-55438-9
- Helmut Obst: Neuapostolische Kirche – die exklusive Endzeitkirche?; [S. 82–110] (R.A.T., Band 8); (Friedrich Bahn Verlag) Neukirchen-Vluyn, 1996. ISBN 3-7615-4945-8
- Horst Reller (Hrsg. für d. VELKD-Arbeitskreis im Auftr. d. Luth. Kirchenamtes): Handbuch Religiöse Gemeinschaften. Freikirchen, Sondergemeinschaften, Sekten, Weltanschauungsgemeinschaften, Neureligionen. 2. Auflage. Gütersloher Verlagshaus Gerd Mohn, Gütersloh 1979, ISBN 3-579-03585-1.